# DeSoto Firedome
De DeSoto Firedome was een automodel van het Amerikaanse merk DeSoto. In 1952 werd het model geïntroduceerd en in 1953 werd de Firedome het nieuwe topmodel van het merk. Een paar jaar later was het de goedkoopste auto van DeSoto. Tot aan de stopzetting in 1959 zat het model in het midden van DeSoto's gamma.

## Topmodel
De DeSoto Firedome werd in 1952 geïntroduceerd en verving in 1953 de DeSoto Custom als het nieuwe topmodel van het merk, in het kader van de volledige restyling van het gamma. In 1953 werden ongeveer 64.211 stuks gebouwd die vanaf 2740 US$ de deur uit gingen. Het model bood plaats aan zes personen en was te verkrijgen als 4-deur sedan, 5-deur stationwagen, 2-deurs coupé en cabriolet. Hij werd aangedreven door een Hemi V8 van 160 pk die de wagen op 160 km/u kon brengen. Die motor was DeSoto's eerste V8 sinds 1931.

## Instapmodel
In 1955 werd de DeSoto Powermaster geschrapt en werd de Fireflite het nieuwe topmodel. De Firedome werd daarbij gedegradeerd tot een instapmodel. Dat betekende niet dat hij goedkoop was. Hij bleef de V8-motor behouden en had daarbij een rijkelijk uitgerust interieur.

## De laatste jaren
De Firedome werd in 1957 weer gepromoveerd naar het midden van DeSoto's gamma toen de nieuwe modellen van dat jaar, waaronder de Firesweep, geïntroduceerd werden. Tegen 1958 had het model meer dan 300 pk onder de kap met de optionele 5,9 l V8. Doch stuikte de verkoop met bijna 60% t.o.v. een jaar eerder; Enerzijds door de zwakke economie en anderzijds vanwege kwaliteitsproblemen in het productieproces. In 1959 waren Firedome's in 26 enkelkleurige en 190 tweekleurige lakken te krijgen. Ondertussen ging het gerucht dat moederconcern Chrysler het merk wilde stopzetten waardoor de kopers wegbleven. Uiteindelijk werd de Firedome eind 1959 geschrapt.